# Стадиал
Стадиал — таксономическая единица региональных климатостратиграфических подразделений, подчиненная климатолиту. Соответствует отложениям, сформировавшимся в течение кратковременных колебаний климата в пределах времени образования части климатолита в региональном масштабе: стадии оледенения и межстадиалы в криомерах, климатические оптимумы, промежуточные похолодания в термомерах и т.п. В соответствии с характером климатического режима употребляются термины «криостадиал» и «термостадиал». Стадиалы, как правило, отвечают региональным подгоризонтам, выделяемым в четвертичных отложениях.
Климатолит  и стадиал должны иметь стратотип, который может быть ареальным.
Геохронологическим эквивалентом стадиала является стадия.
Климатолит и стадиал получают наименования от названий географических объектов в стратотипической местности. К названию стадиала при этом добавляется обозначение характера климатического режима (например Узунларский климатолит, лужский криостадиал, черменинский термостадиал).
Для обозначения геохронологических эквивалентов региональных климатостратиграфических подразделений используют названий соответствующих климатолитов и стадиалов.